# August Kühnel
August Kühnel est un compositeur et violiste  allemand né à Delmenhorst le 3 août 1645 et mort vers 1700.
Kühnel est le fils d'un musicien de Mecklenburg : Samuel Kühnel. Dès 1661 (à l'âge de seize ans), après avoir étudié à Güstrow et en France, il était rémunéré en tant que Violdigambist dans l'orchestre de la cour de Maurice, duc de Saxe-Zeitz, position qu'il conserva jusqu'en 1681. Après la mort du duc en 1682, Kühnel se rendit en Angleterre pour y étudier. En 1686, il était appointé comme Direktor der Instrumentalmusik dans la cour de Darmstadt de la comtesse Elisabeth Dorothea von Sachsen-Coburg et y demeura jusqu'en 1688. Après des emplois à Weimar et Dresde, il trouva un dernier emploi en 1695 à la cour de Karl von Hessen-Kassel.
L'instrument principal de Kühnel était la viole de gambe, pour laquelle il écrivit de nombreuses compositions. En 1698, sa première compilation de sonates en trio pour viole de gambe fut publiée à Cassel sous le titre : 14 Sonate ò Partite ad una o due viole da gamba, con il basso continuo. Cet ouvrage contenait six sonates pour deux violes de gambe et huit pour une viole de gambe. C'était la première publication de sonates en trio allemandes en Allemagne.